# Aruanda (filme)
Aruanda é um documentário de curta-metragem brasileiro de 1960, dirigido por Linduarte Noronha.
Misturando elementos da ficção, o filme é considerado a obra-prima do cineasta radicado na Paraíba e um dos precursores do movimento Cinema Novo.
Em uma eleição organizada pela Associação Brasileira de Críticos de Cinema, foi eleito um dos melhores documentários da história do cinema brasileiro.

## Sinopse
O filme conta a história dos remanescentes de um quilombo em Serra do Talhado, mostrando o cotidiano dos moradores, jornadas de plantio e feitos de cerâmica “primitiva”. A partir de mesclas com elemento ficcional (o filme se inicia com os habitantes do quilombo representando os antepassados), o curta-metragem aborda uma realidade retratada com pouca ou nenhuma frequência na época em que foi feito no interior do Brasil até então.

## Produção
Baseado em uma reportagem que havia escrito, o jornalista Linduarte Noronha partiu - junto com uma pequena equipe formada por Vladimir Carvalho, João Ramiro Mello e Rucker Vieira - ao interior da Paraíba para realizar filmagens sobre a vida miserável de descendentes de escravos de um quilombo na Serra do Talhado. Estava munido de uma câmera emprestada pelo então Instituto Nacional do Cinema Educativo, comandado pelo cineasta Humberto Mauro, e um gravador Nagra.
Consta que durante as filmagens, Vladimir (que seria o autor do roteiro ao lado de João Ramiro) teria abandonado antes o grupo para prestar vestibular de Filosofia na Universidade Federal da Bahia, mas que se juntado novamente à equipe nas últimas gravações feitas em uma feira de Santa Luzia. Desentendimentos em torno dos créditos do roteiro, que mais tarde seria objetivo de disputas judiciais, levariam ao rompimento de Linduarte com os ex-colaboradores - Vladimir e João Ramiro constam apenas como assistentes de direção.

## Recepção
Concluídas as filmagens, o filme foi finalizado no laboratório da Líder, no Rio de Janeiro, em 1960. Foi ali mesmo que Glauber Rocha assistiu a uma cópia do curta-metragem antes de seu lançamento, tendo escrito a seguir uma crítica consagradora no "Jornal do Brasil" ao comparar Linduarte Noronha com o cineasta neorrealista italiano Roberto Rossellini.
Lançado ainda naquele ano, "Aruanda" obteve repercussão imediata no cinema brasileiro, sendo considerado um dos precursores do movimento Cinema Novo. Para Jean-Claude Bernardet, “vindo das lonjuras da Paraíba, Linduarte Noronha dava uma das respostas mais violentas às perguntas: que deve dizer o cinema brasileiro? Como fazer cinema sem equipamento, sem dinheiro, sem circuito de exibição?”
Sua primeira exibição ocorreu em sessão fechada no auditório do Ministério da Educação e Cultura, então no Rio de Janeiro, após ter sido censurado no dia 14 de julho do mesmo ano. Logo depois, em 29 de outubro de 1960, teve sua segunda exibição em Recife, no Cine São Luiz, uma das principais salas de cinema de Pernambuco. Em seguida, foi exibido no Clube de Cinema do Rio de Janeiro. Após exibição na primeira Convenção Nacional da Crítica Cinematográfica, ocorrida em São Paulo nos dias 12 a 15 de novembro de 1960, o filme ganhou maior projeção nacional. Em seguida, teve grande destaque na Bienal de São Paulo, em 1961, e foi premiado como melhor curta-metragem do Festival da Bahia de 1962 “pelo seu valor étnico”.